# House Flipper
House Flipper – gra symulacyjna opracowana przez Frozen District i wydana przez PlayWay. Została wydana 17 maja 2018 roku.

## Rozgrywka
Rozgrywka polega na naprawianiu nieruchomości w celu osiągnięcia zysku. Zadania, które można wykonać, to malowanie, układanie płytek, czyszczenie, montaż i rozbiórka. Gracze mogą naprawiać i personalizować własne domy, naprawiać domy w misjach oraz kupować domy, aby je naprawić i sprzedać.

## Odbiór
House Flipper otrzymał „mieszane recenzje” według agregatora recenzji Metacritic.